# Єзидхан

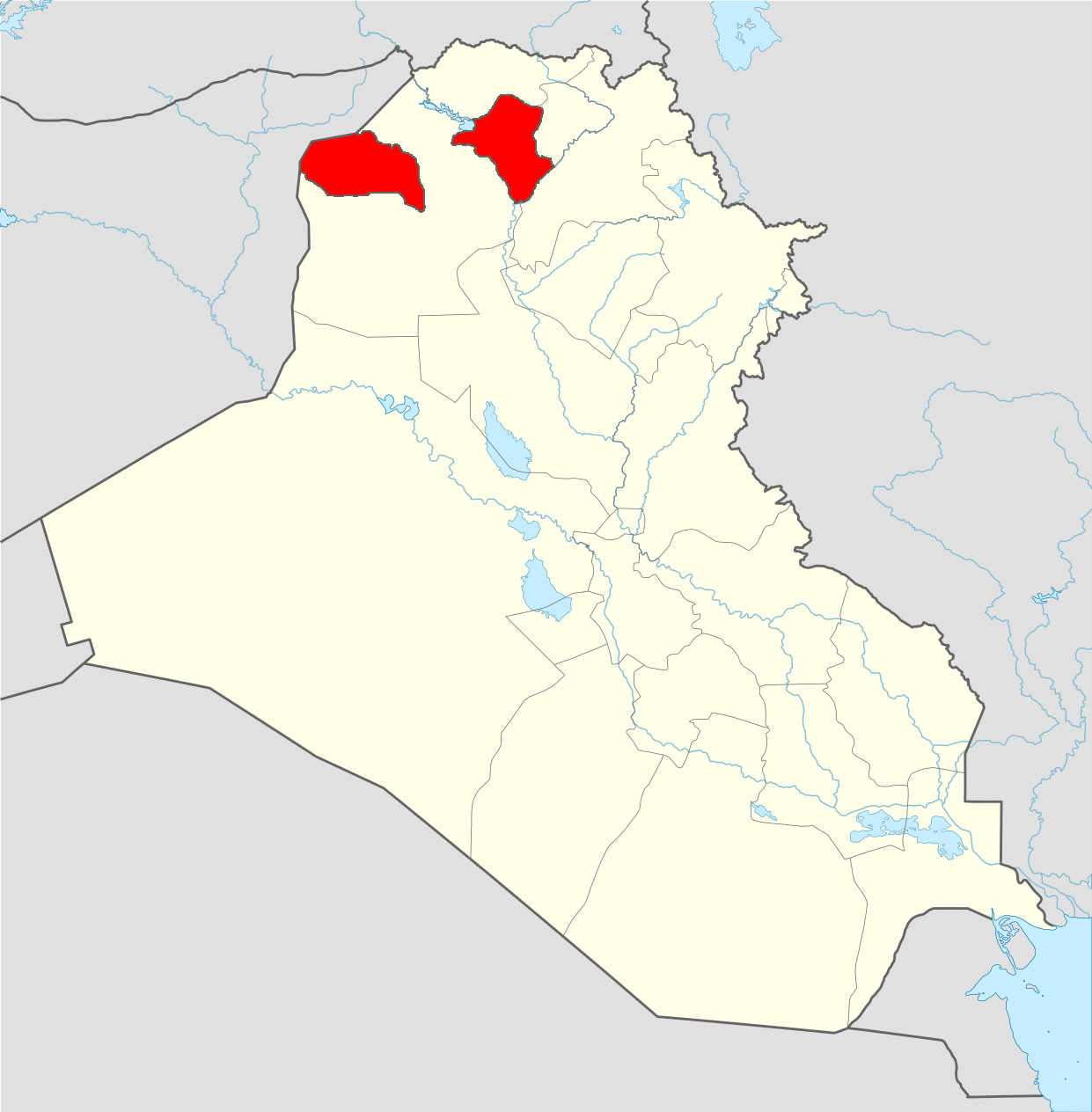
Карта Езідхана в межах Іраку (позначена червоним кольором).

Єзидхан(Plantilla:Lang-kmr, араб. ايزيدخان    , ісп. Tierra de los Yazidis) - історичні райони поселення єзидів. Включає район Сінджар (місто Сінджар, Хана Сор, Сінуне, Зорава, Гохбал, Борек, Дохула, Дюгуре, Сіба Шейх Хідір, Тіл Езер, Кочо та ін.), округ Шехан (місто Шехан, Баадра, Лаліш, Хахад тощо), частини району Аль-Хамданія (Башика та Бахзані) та району Тель-Кеппе (Хатара, Бозан та ін.) У муніципалітеті Ніневія на півночі Іраку.

## Історичні посилання

Неофіційний прапор, яким користуються деякі єзиди

Термін Езидхан також часто зустрічається у священних текстах єзидів. Прикладом цього є Qesîda Şerfedîn (повідомлення Шерфєдіна)
- Ciwabê bidne Êzîdxanê (Proclaim повідомлення в Країну єзидів)
- Bila qayîmkin Îmanê (Вони повинні зміцнити та захистити свою віру)
- Ferfedîn mîr e li dîwanê (Шерфєдін - резиденція князя)

## Помітні місця
Місто Лаліш, що містить найсвятіший храмовий комплекс єзидизму, розташоване в єзидських поселеннях на території сьогоднішнього північного Іраку. В даний час Лаліш знаходиться під юрисдикцією регіонального уряду Курдистану (КРГ).

Прапор сил захисту Сінджар

## Сучасне використання цього терміна
Завдяки формуванню "Пешмерга-єзидхі" у відповідь на просування Ісламської держави, термін "Єзидхан" все частіше застосовується. У жовтні 2015 року Yekîneyên Parastina Jin Ş galengalê або YPJ-Sinjar (підрозділи оборони жінок Сінджар) змінили свою назву на Yekinêyen Jinen Êzidxan або Yje (підрозділи жінок Ezidkhan). А в листопаді 2015 року Heza Parastina Singal або HPS (Сила захисту Синджар) змінила свою назву на Heza Parastina Êzîdxanê або HPE (Сили захисту Езідхан).